# 성주초등학교 (경북)
성주초등학교는 대한민국 경상북도 성주군 성주읍 경산리에 있는 공립 초등학교이다.

## 학교 연혁
- 1907년 5월 30일 성주공립보통학교 설립인가
- 1938년 4월 1일 경산공립심상소학교로 개칭
- 1941년 4월 1일 경산공립국민학교로 개칭
- 1946년 2월 1일 성주공립국민학교로 개칭
- 1991년 3월 10일 병설유치원 개원 [1학급]
- 1996년 3월 1일 성주초등학교 개칭
- 2014년 6월 4일 본관 건물 신축 이전
- 2018년 2월 9일 제107회 77명 졸업 (총 13253명)

## 참고 자료
- 성주초등학교 - 한국교육학술정보원 학교알리미